# Aizuri-e

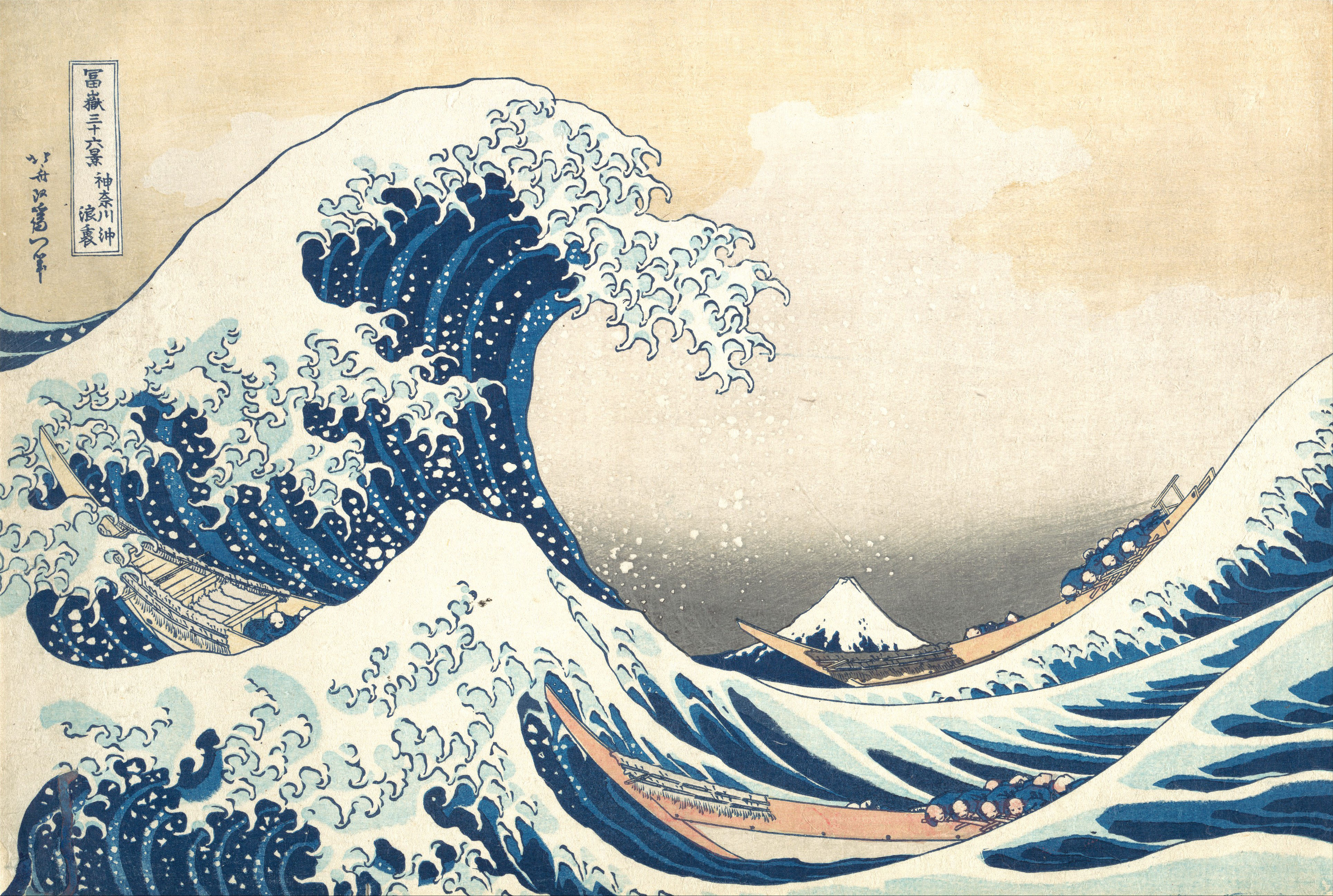
Sóng Lừng ngoài khơi Kanagawa, bởi Katsushika Hokusai

Thuật ngữ aizuri-e (tiếng Nhật: 藍摺絵 "lam chiệp hội") được dành cho các bản họa tại Nhật Bản được in hoàn toàn hoặc chủ yếu bằng màu xanh lam. Khi một màu thứ hai được sử dụng thì sẽ thường sẽ là màu đỏ. Chúng được sử dụng rộng rãi vào cuối thời Edo vào những năm 1820 cho đến 1840, và được hồi sinh bởi phong trào nghệ thuật shin-hanga trong nửa đầu thế kỷ 20. Mặc dù chỉ sử dụng một loại mực xanh duy nhất, mức độ sáng và tối (giá trị màu) vẫn có thể được điều chỉnh bằng cách sử dụng phân cấp màu với nhiều mộc bản, việc này có thể được áp dụng cho từng phần trong tranh (kỹ thuật bokashi).
Sự phát triển của aizuri-e xuất phát từ việc sắc tố xanh Phổ do người Đức sáng chế được du nhập đến Nhật Bản vào những năm 1820. Sắc tố này có một số lợi thế hơn so với thuốc nhuộm cánh hoa của cây chàm xanh hoặc cây thài lài ngày trước. Xanh Phổ cung cấp màu sắc sống động, dải màu lớn hơn và có khả năng chống phai màu cao hơn. Đã được chứng minh, chúng đặc biệt hiệu quả trong việc thể hiện chiều sâu và không gian. Nhờ vậy mà sắc tố xanh mới này được đánh giá cao trong việc miêu tả những vùng trời rộng lớn, mây, hồ, sông và đại dương. Sự phổ biến của chúng có thể là một yếu tố chính trong việc hình thành nên một thể loại mới trong ukiyo-e, đó là bản họa thuần phong cảnh.
Các nghệ nhân đi tiên phong trong việc sử dụng sắc tổ này bao gồm: Keisai Eisen, Utagawa Kunisada, Utagawa Sadahide và nổi bật nhất là Hokusai với Ba mươi sáu Cảnh núi Phú Sĩ (1830), đáng chú ý nhất là kiệt tác Sóng Lừng ngoài khơi Kanagawa. Hiroshige cũng sử dụng thường xuyên loại màu xanh Phổ này trong các bản họa phong cảnh của ông.
Giả thuyết về việc sản xuất aizuri-e đã được thúc đẩy, bởi pháp lệnh hạn chế chi tiêu cá nhân năm 1842 hay còn được gọi là Cải cách Tenpō vào thời gian này đã không còn được chấp nhận rộng rãi.

## Aizuri-e và Shin-hanga
Các sắc tố màu tự nhiên trở nên lỗi thời kể từ khoảng năm 1860 khi chúng dần bị thay thế hoàn toàn bằng màu tổng hợp. Chỉ xuất hiện một số bản họa aizuri từ thời Minh Trị (1868-1912) và không có bản họa nào được thực hiện bởi các nghệ sĩ phong trào sosaku-hanga. Nhưng atozuri-e có thể tìm thấy ở những tác phẩm shin-hanga, tiêu biểu là của Kawase Hasui hoặc Tsuchiya Koitsu, cả hai nghệ sĩ này đều làm việc chủ yếu với nhà xuất bản Watanabe. Đối với bản họa nổi tiếng của Hasui là Đêm tuyết trên sông Sumida được thực hiện ở hai phiên bản khác nhau.
- Hai phiên bản của Đêm tuyết trên sông Edo, Hasui Kawase (1932)
- Tập tin:Tập
- Tập tin:Tập

## Tác phẩm aizuri-e tiêu biểu

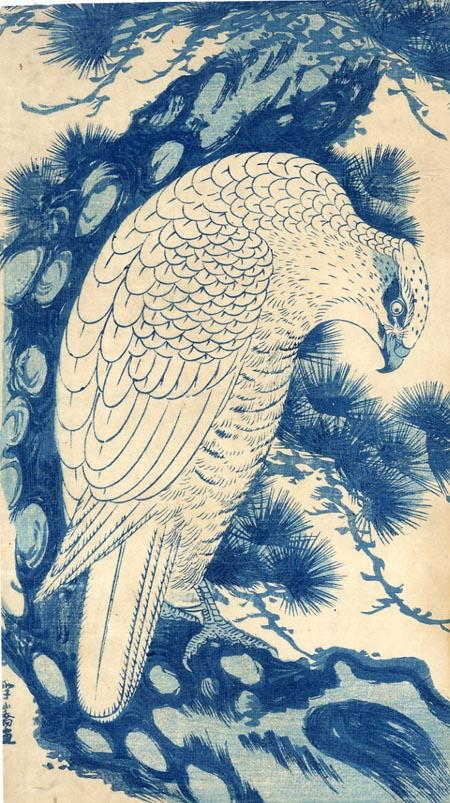
Chim Ưng Trắng trên cây thông, bản khắc gỗ, k. 1800
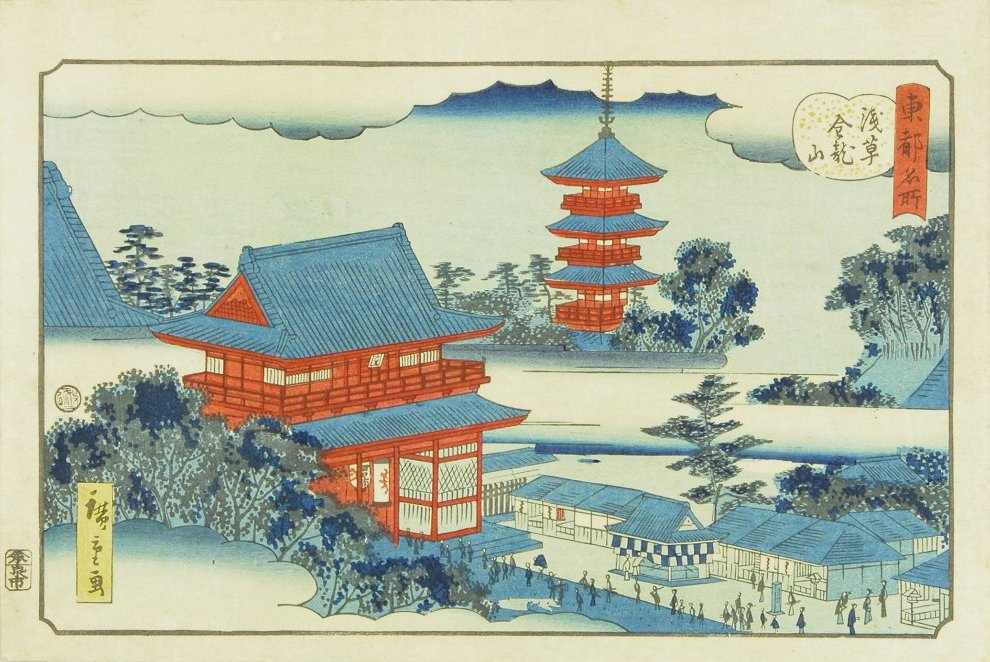
Đền Kinryuzan ở Asakusa từ loạt tác phẩm Địa điểm nổi tiếng ở thủ đô phía đông tác giả Hiroshige II, giữa thế kỷ 19